# Tiago Gomes
Tiago Henrique Damil Gomes (Oeiras, 29 de julho de 1986) é um futebolista português que atua como lateral-esquerdo. Atualmente defende o Alverca. 

## Carreira

### Zagłębie Lubin
Pelo clube polonês, Tiago sagrou-se campeão da Supercopa da Polônia em 2007 ao bater o GKS Bełchatów por 1–0, tendo atuado como titular.

### Estoril
Após sair do Belenenses em 2011 onde ficou por duas temporadas, foi anunciado pelo Estoril no mesmo ano. Sagrou-se campeão da Segunda Liga em 2011–12. Em 2014, foi anunciado que não permaneceria no clube. Ao todo atuou em 63 jogos e fez um gol pelo clube de Praia.

### Braga
Em julho de 2014, foi anunciado como novo reforço do Braga.

### Alverca
Em janeiro de 2020 foi anunciado pelo Alverca, após rescindir o contrato com o Universitatea Cluj. Em junho de 2022, renovou seu contrato para disputar sua quarta temporada pelos alverquenses.

## Seleção Portuguesa
Tiago foi campeão europeu pela Seleção Portuguesa de Futebol Sub-17.

## Títulos

### Zaglebe Lubin
- Supercopa da Polônia: 2007

### Estoril
- Segunda Liga: 2011–2012

### Apollon Limassol
- Taça do Chipre: 2016–17

### Seleção
- Campeonato da Europa de sub-17: 2003